# Lijst van beschermd erfgoed in Beauraing
Onderstaande tabel geeft een overzicht van de beschermde erfgoederen in de gemeente Beauraing. Het beschermd erfgoed maakt deel uit van het cultureel erfgoed in België.
| Object | Bouwjaar/architect | Deelgemeente         | Adres               | Coördinaten                  | Nummer?                | Afbeelding                                                        |
| --- | ------------------ | -------------------- | ------------------- | ---------------------------- | ---------------------- | ----------------------------------------------------------------- |
| Ensemble gevormd door het kasteel van Beauraing en het omliggende park (site) |                    | Beauraing, Wancennes | Rue des Ardennes    | 50° 6' 6" NB, 4° 56' 49" OL  | 91013-CLT-0001-01 Info |                                                                   |
| Sint-Pieterskapel (monument) uitbreiding van de bescherming van de site van het kasteel van Beauraing (site) |                    | Beauraing, Wancennes | Rue des Ardennes    | 50° 6' 4" NB, 4° 56' 52" OL  | 91013-CLT-0002-01 Info |                                                                   |
| Poort van Lomprez (monument) |                    | Honnay               | Rue de Revogne 221  | 50° 5' 37" NB, 5° 2' 48" OL  | 91013-CLT-0005-01 Info |                                                                   |
| Toren van Javingue-Sevry en het aanpalende hoofdgebouw (monument) |                    | Javingue             | Rue de la Tour 3    | 50° 5' 39" NB, 4° 55' 38" OL | 91013-CLT-0006-01 Info | Toren van Javingue-Sevry en het aanpalende hoofdgebouw (monument) |
| Sint-Stefanuskapel in het gehucht Revogne (monument) ensemble van dit gebouw en de weg in het beneden aan de kapel, de weg die er naar toe leidt, en de waterscheidingslijn met de ruïnes van het oude kasteel (site) |                    | Honnay               | Rue de Revogne      | 50° 5' 40" NB, 5° 2' 43" OL  | 91013-CLT-0009-01 Info |                                                                   |
| Hoeve van Loges en omliggende weilanden (site) |                    | Wancennes            | Ferme des Loges     | 50° 3' 7" NB, 4° 56' 2" OL   | 91013-CLT-0010-01 Info |                                                                   |
| Kasteel van Beauraing (monument) |                    | Beauraing            | Rue des Ardennes 57 | 50° 6' 23" NB, 4° 57' 21" OL | 91013-CLT-0012-01 Info |                                                                   |